# Bałabanowo (stacja kolejowa)
Bałabanowo (ros. Балабаново) – stacja kolejowa w miejscowości Bałabanowo, w rejonie borowskim, w obwodzie kałuskim, w Rosji. Położona jest na linii Moskwa – Briańsk – Kijów.

## Historia
Stacja powstała w czasach carskich pomiędzy stacjami Nara i Małojarosławiec.